# Barrio de San Felices
Barrio de San Felices es una localidad situada en la provincia de Burgos, comunidad autónoma de Castilla y León en España, comarca de Odra-Pisuerga, ayuntamiento de Sotresgudo.

## Datos generales
En 2024, contaba 18 con habitantes. Situado 3,6 km al suroeste de la capital del municipio, Sotresgudo, en la carretera local que comunica con Castrillo de Riopisuerga. Bañado por el río Fresno que nace en Peña Amaya, afluente del Pisuerga por la margen izquierda.

## Situación administrativa
Entidad Local Menor cuyo alcalde pedáneo es Ramón Andrés Revilla de Ciudadanos.

## Historia
Lugar que formaba parte de la Cuadrilla de Cañizal en el Partido de Villadiego, uno de los catorce que formaban la Intendencia de Burgos, durante el periodo comprendido entre 1785 y 1833. En el Censo de Floridablanca de 1787 figura como jurisdicción de señorío siendo su titular el Duque de Frías, que nombraba alcalde pedáneo.
Antiguo municipio, denominado Quintanilla de Río Fresno en Castilla la Vieja, partido de Villadiego código INE-09042 

## Demografía
| Gráfica de evolución demográfica de Barrio de San Felices entre 1842 y 1970 |
| |
| Población de derecho según los censos de población del INE. Población de hecho según los censos de población del INE.Entre el censo de 1857 y el anterior, este municipio desaparece porque se integra en el municipio Quintanilla de Riofresno. Entre el censo de 1887 y el anterior, aparece este municipio porque cambia de nombre y desaparece el municipio Quintanilla de Riofresno. Entre el censo de 1940 y el anterior, disminuye el término del municipio porque independiza a Cañizar de Amaya. Entre el censo de 1950 y el anterior, crece el término del municipio porque incorpora a Cañizar de Amaya. Entre el censo de 1981 y el anterior, este municipio desaparece porque se integra en el municipio Sotresgudo. |

## Patrimonio
Iglesia y Casa de San Félix
Ocupa el espacio del antiguo convento de las monjas calatravas.
En tiempos del IX Maestre Gonzalo Yáñez de Novoa, que gobernó la Orden desde 1218 a 1239, se llevó a cabo la fundación en 1219 de éste el primer monasterio de monjas Calatravas. Doña Leonor Rodríguez, hija de Rodrigo Fernández de Castro y doña Leonor González, donan al monasterio de San Felices de Amaya y a su abadesa doña Sancha González las villas de Mucientes y Santa Olalla.
Convento medieval de la Orden de Calatrava de San Felices de Amaya, donde fue enterrada en 1275 Leonor Rodríguez de Castro.
En capítulo XVIII de Historia de la Orden de Calatrava, se lee que Gutiérrez Gómez de Padilla y su mujer, María Suárez, fundaron y dotaron en 1219, este monasterio de monjas de San Felices, cerca de la villa de Amaya. Llegó a ser un centro de poder familiar de los ricoshombres de la familia Castro en la segunda mitad del siglo XIII, de la misma manera que los monasterios de monjas de la orden del Císter, a la que pertenecía Calatrava. El monasterio se volvió señor rural autónomo en los dos últimos siglos de la Edad Media. Después de un intento de Carlos I de obligar a la comunidad a mudarse al sitio de Jamilena en Andalucía, entre 1523 y 1526, Felipe II impuso, en 1568, su instalación en la ciudad de Burgos para cumplir con la normativa del concilio de Trento.
A comienzos del siglo XV solamente ocho religiosas habitaban en el convento.
A partir del siglo XVI, comenzó su andadura por distintos lugares de la ciudad de Burgos, hasta terminar en su ubicación actual, en el año 1980, con la denominación de Monasterio de San Felices de Calatrava, situado en el barrio de San Cristóbal, a seis kilómetros del centro urbano.
En este monasterio se encuentra el manuscrito Vita Adelelmi (Vida de San Lesmes).
Ermita de Santa Ana
A las afueras de la localidad.

## Ocio
- Coto de caza: N.º BU-11.115, constituido en julio de 2019.[12]